# Grau Delisle

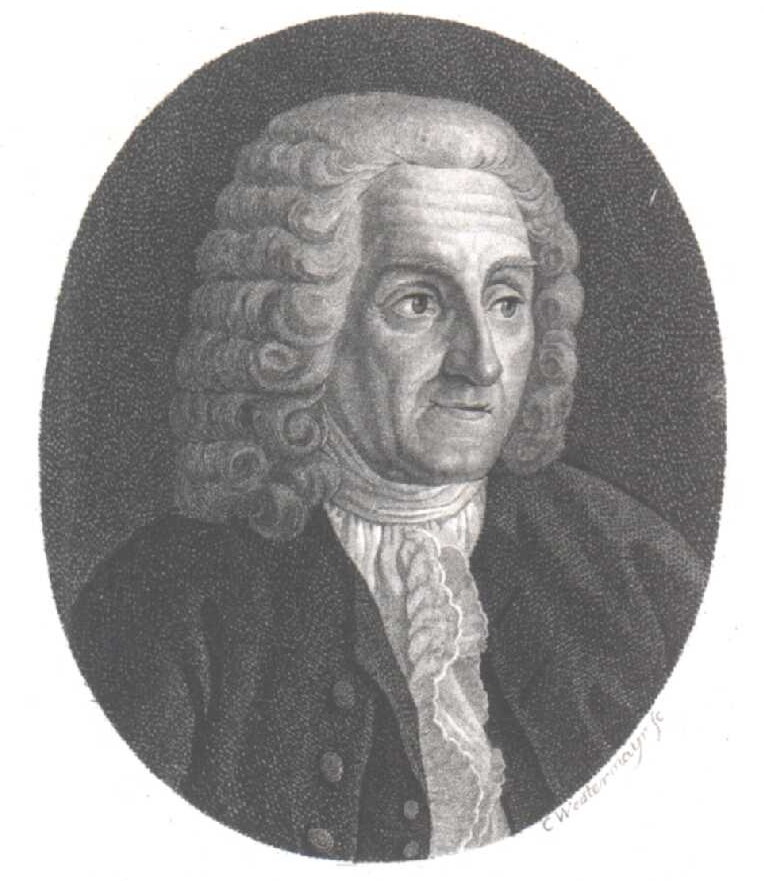
Joseph-Nicolas Delisle, inventor do termômetro Delisle

O Grau Delisle (°D) é uma escala de temperatura inventada em 1732 pelo astrônomo  francês Joseph-Nicolas Delisle (1688–1768). Delisle foi o autor de Mémoires pour servir à l'histoire et aux progrès de l'Astronomie, e de Géographie et de la Physique (1738).

## Ligação Externa
Foto de um antigo termômetro de 1758 com Grau Delisle